# Красуня млинарка
Красуня млинарка (нім. Die schöne Müllerin), op. 25, D 795 — перший вокальний цикл Франца Шуберта на вірші Вільгельма Мюллера, створений 1823 року.
В циклі розповідається про юного Мельника, що вирушає в мандри шукати щастя. Він бачить млин і закохується в дочку місцевого мірошника. Любов приносить йому радісні, а потім і сумні переживання: у нього з'являється щасливіший суперник, мисливець. Знову вирушивши в мандри, хлопець розповідає струмку як єдиному вірному другові про свою втрачену любов та після цього вирішує покінчити своє життя самогубством.

## Список пісень
| №  | Оригінальна назва          | Українською               | Перекладачі                                                  | Аудіо                                                           |
| -- | -------------------------- | ------------------------- | ------------------------------------------------------------ | --------------------------------------------------------------- |
| 1  | Das Wandern                | Мандрівка                 | Борис Тен, В. Яковчук, Ю. Отрошенко, Ю. Гершунська, М. Шутак | «У дорогу» у перекладі Ю. Отрошенка. Соліст — Сергій Борисенкоⓘ |
| 2  | Wohin?                     | Куди?                     | В. Яковчук, Ю. Гершунська                                    |                                                                 |
| 3  | Halt!                      | Стій!                     | В. Яковчук, Ю. Гершунська                                    |                                                                 |
| 4  | Danksagung an den Bach     | Подяка струмку            | В. Яковчук, Ю. Гершунська                                    |                                                                 |
| 5  | Am Feierabend              | Святковий вечір           | В. Яковчук, Ю. Гершунська («Після роботи»)                   |                                                                 |
| 6  | Der Neugierige             | Бажання знати             | В. Яковчук, Ю. Гершунська («Допитливість»)                   |                                                                 |
| 7  | Ungeduld                   | Нетерпіння                | Ю. Гершунська                                                |                                                                 |
| 8  | Morgengruß                 | Добрий ранок              | Ю. Гершунська                                                |                                                                 |
| 9  | Des Mullers Blumen         | Квіти мельника            | Ю. Гершунська                                                |                                                                 |
| 10 | Tranenregen                | Дощ сліз                  | Ю. Гершунська                                                |                                                                 |
| 11 | Mein!                      | Моя!                      | Ю. Гершунська                                                |                                                                 |
| 12 | Pause                      | Пауза                     | Ю. Гершунська («Інтерлюдія»)                                 |                                                                 |
| 13 | Mit dem grunen Lautenbande | Із зеленою стрічкою лютні | Ю. Гершунська                                                |                                                                 |
| 14 | Der Jager                  | Мисливець                 | Ю. Гершунська                                                |                                                                 |
| 15 | Eifersucht und Stolz       | Ревність і гордість       | Ю. Гершунська                                                |                                                                 |
| 16 | Die liebe Farbe            | Люба фарба                | Д. Ревуцький, Ю. Гершунська («Люба барва»)                   |                                                                 |
| 17 | Die bose Farbe             | Зла барва                 | Ю. Гершунська                                                |                                                                 |
| 18 | Trockne Blumen             | Засохлі квіти             | Ю. Гершунська                                                |                                                                 |
| 19 | Der Muller und der Bach    | Мельник і струмок         | Ю. Гершунська                                                |                                                                 |
| 20 | Des Baches Wiegenlied      | Колискова струмка         | Ю. Гершунська                                                |                                                                 |